# فنسنت بيفان
فنسنت بيفان (بالإنجليزية: Vincent Bevan)‏ هو لاعب اتحاد الرغبي نيوزيلندي، ولد في 24 ديسمبر 1921 في ويلينغتون في نيوزيلندا، وتوفي في 26 مايو 1996.